# Trubschachen
Trubschachen (toponimo tedesco; fino al 1867 Innerer Lauperswilviertel) è un comune svizzero di 1 444 abitanti del Canton Berna, nella regione dell'Emmental-Alta Argovia (circondario dell'Emmental).

## Storia
Il comune di Trubschachen fu istituito nel 1852 per scorporo da quello di Lauperswil, del quale costituiva un'exclave.

## Monumenti e luoghi d'interesse

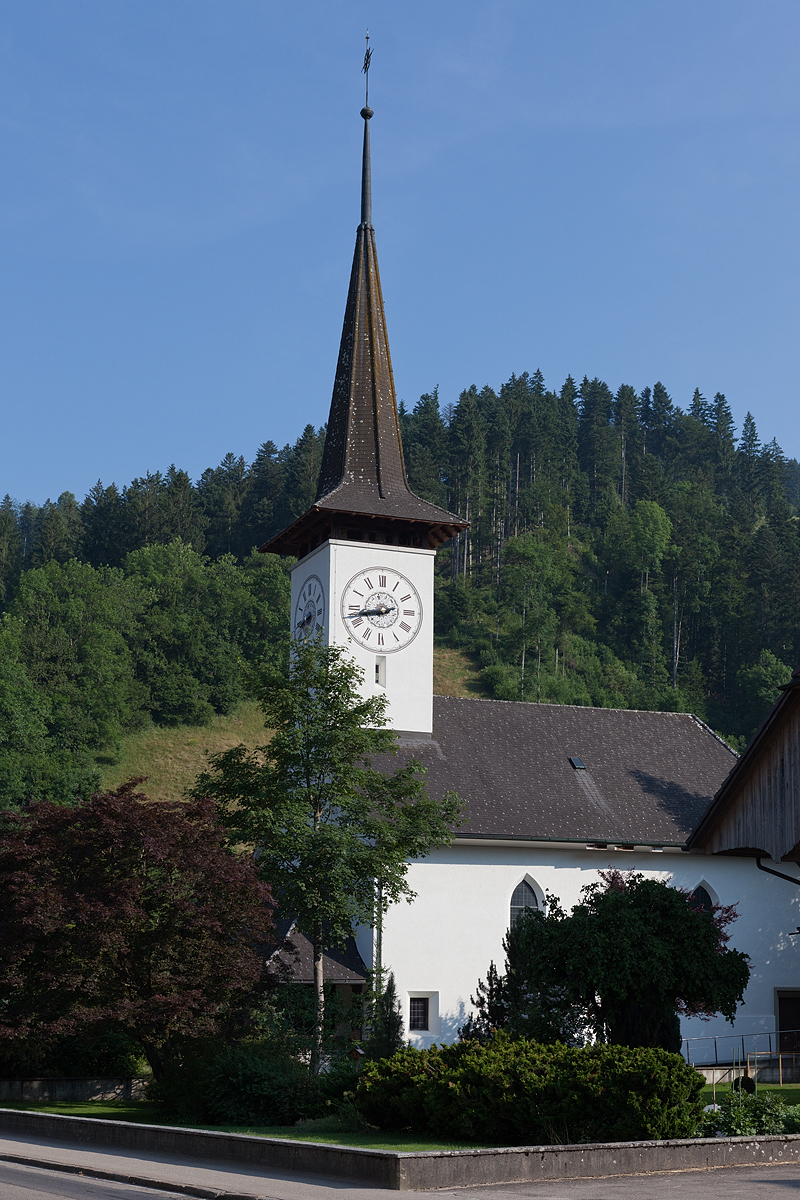
La chiesa riformata

- Chiesa riformata, eretta nel 1890-1892[1].

## Società

### Evoluzione demografica
L'evoluzione demografica è riportata nella seguente tabella:
Abitanti censiti

## Infrastrutture e trasporti

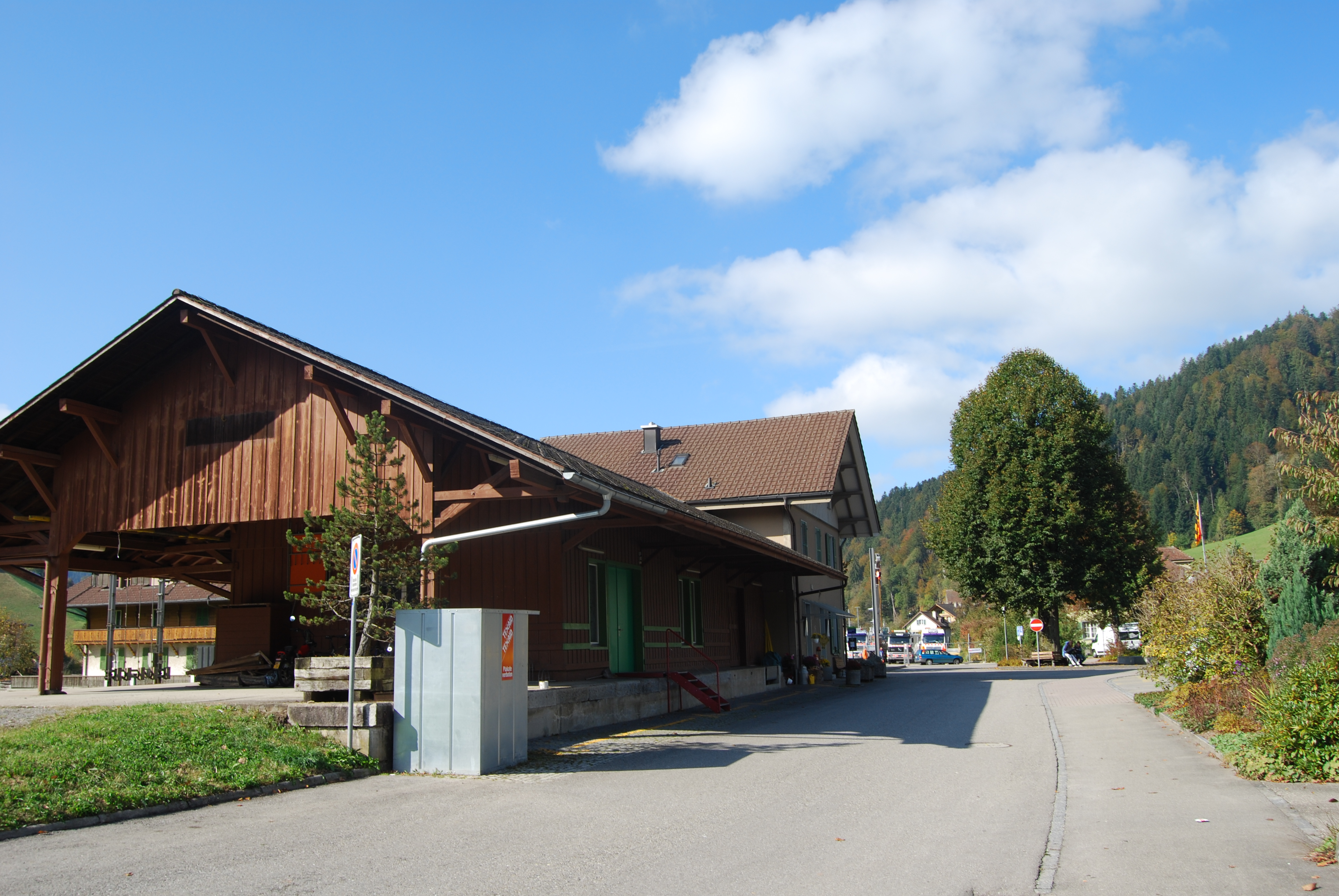
La stazione di Trubschachen

Trubschachen è servito dall'omonima stazione sulla ferrovia Berna-Lucerna (linea S2 della rete celere di Berna).

## Amministrazione
Ogni famiglia originaria del luogo fa parte del cosiddetto comune patriziale e ha la responsabilità della manutenzione di ogni bene ricadente all'interno dei confini del comune.